# Front de l'Est (jeu vidéo)
Pour les articles homonymes, voir Front de l'Est.
Front de l’Est (East Front en version originale) est un jeu vidéo de type wargame conçu par John Tiller, Bob McNamara et Charlie Kibler et publié par TalonSoft en 1997 sur PC. Il se déroule pendant la Seconde Guerre mondiale et simule des combats sur le Front de l’Est entre 1941 et 1945. Il propose 49 scénarios historiques ainsi que trois tutoriels. Il inclut également un éditeur de campagne et de scénarios. Son interface graphique est très proche des titres de la série Battleground avec quelques améliorations. Le jeu a bénéficié d’une extension, baptisé Front de l’Est : Mission Pack, qui ajoute sept nouvelles campagnes, cinquante nouveaux scénarios et six nouvelles nationalités dont les Italiens, les Hongrois, les Finlandais, les Slovaques et les Roumains. L’extension corrige également de nombreux bogues, notamment au niveau de l’intelligence artificielle,.

## Accueil
| Front de l’Est        |      |        |
| Média                 | Pays | Notes  |
| Computer Gaming World | US   | 3/5    |
| Cyber Stratège        | FR   | 4,5/5. |
| GameSpot              | US   | 67 %   |
| Gen4                  | FR   | 4/5    |
| PC Jeux               | FR   | 86 %   |